# سنت-ایزیدور-دو-کلیفتون، کبک
سنت-ایزیدور-دو-کلیفتون (به فرانسوی: Saint-Isidore-de-Clifton) شهری در منطقه شهری لواو-سن-فرانسوا ناحیه استری در استان کبک کانادا است. در سرشماری سال ۲۰۱۱ این شهر ۸۶۴ نفر جمعیت داشته‌است و مساحت آن ۱۷۸٫۴۳ کیلومتر مربع است.